# Staszkówka
Staszkówka est une localité polonaise de la gmina de Moszczenica, située dans le powiat de Gorlice en voïvodie de Petite-Pologne.